# Tessaradoma flustroides
Tessaradoma flustroides is een mosdiertjessoort uit de familie van de Tessaradomidae. De wetenschappelijke naam van de soort is voor het eerst geldig gepubliceerd in 1931 door Calvet.